# Vladimir Avilov
Vladimir Avilov (sinh 10 tháng 3 năm 1995) là một cầu thủ bóng đá Estonia thi đấu ở vị trí trung vệ cho câu lạc bộ Meistriliiga Nõmme Kalju và đội tuyển quốc gia Estonia.

## Sự nghiệp câu lạc bộ
Avilov ra mắt Esiliiga cho Infonet ngày 3 tháng 4 năm 2011. Infonet vô địch mùa giải 2012 và được thăng hạng Meistriliiga, nơi Avilov ra mắt ngày 2 tháng 3 năm 2013. Anh giành chức vô địch Meistriliiga đầu tiên ở mùa giải 2016.

## Sự nghiệp quốc tế
Avilov ra mắt quốc tế cho Estonia ngày 27 tháng 12 năm 2014, trong trận thua 0–3 trên sân khách trước Qatar trong trận giao hữu.

## Danh hiệu

### Câu lạc bộ
FCI Tallinn
- Meistriliiga: 2016
- Esiliiga: 2012
- Cúp bóng đá Estonia: 2016–17
- Siêu cúp bóng đá Estonia: 2017